# Insieme universo
Nella teoria degli insiemi si indica con insieme universo quel particolare insieme che contiene tutti gli elementi e tutti gli insiemi esistenti, compreso quindi anche se stesso e anche l'insieme vuoto.

## Notazione
Solitamente l'insieme universo viene indicato con la lettera U, che sta proprio per "universo".

## Proprietà
- ogni insieme è sottoinsieme dell'insieme universo.
- l'unione di un qualunque insieme A con l'insieme universo è l'insieme universo stesso.
- l'intersezione di un qualunque insieme A con l'insieme universo consiste nell'insieme A.
- l'unico insieme che contiene l'insieme universo è l'insieme universo stesso.

Poiché l'insieme universo è unico, si parla dell'insieme universo e non di un insieme universo. Nella teoria degli insiemi, infatti, due insiemi sono uguali se hanno gli stessi elementi, quindi ci può essere un solo insieme contenente tutti gli elementi.

## Paradossi
Nella teoria assiomatica degli insiemi il riferimento ad un "insieme di tutti gli insiemi" (cioè ad un insieme universo) tipicamente conduce ad un paradosso. Il motivo di ciò è da ricercarsi nella forma dell'assioma di specificazione di Zermelo: per qualsiasi formula 
{\displaystyle \varphi (x)} 
ed insieme {\displaystyle A} esiste l'insieme 
{\displaystyle \{x\in A\mid \varphi (x)\}}
che contiene esattamente quegli elementi {\displaystyle x} di {\displaystyle A} che soddisfano {\displaystyle \varphi }.
 
Se l'insieme universo U esiste,  tale insieme può appartenere soltanto a sé stesso. Infatti gli insiemi, per definizione, sono considerabili elementi di altri insiemi; ma non vi è nessun insieme dell'insieme universo che possa contenere l'insieme universo stesso, in quanto un insieme non può mai essere contenuto in un suo sottoinsieme. Inoltre l'insieme universo, considerato come elemento, appartiene a sé stesso perché, per la definizione data sopra, tutti gli elementi appartengono all'insieme universo.
Allora ci si può imbattere nel paradosso di Russell considerando l'insieme
{\displaystyle R=\left\{X\in U\mid X\notin X\right\}}
cioè l'insieme di tutti gli insiemi che non appartengono a sé stessi. È legittimo chiedersi se l'insieme {\displaystyle R}, a sua volta, appartenga o non appartenga a sé stesso; vi sono ovviamente due sole possibilità, ma conducono entrambe ad una contraddizione:
{\displaystyle R\in R\Rightarrow R\notin R} cioè se {\displaystyle R} appartiene ad {\displaystyle R}, allora deve soddisfare la proprietà degli elementi di {\displaystyle R}, che è quella di non appartenere a se stessi;
{\displaystyle R\notin R\Rightarrow R\in R} cioè se {\displaystyle R}  non appartiene ad {\displaystyle R}, allora è un elemento dell'insieme degli insiemi che non appartengono a se stessi, quindi appartiene ad {\displaystyle R};
Poiché l'aver assunto che {\displaystyle R} fosse un insieme (cioè che potesse essere considerato sia come elemento sia come classe) ha condotto in ogni caso ad una contraddizione (reductio ad absurdum), abbiamo dimostrato che 
R non è un insieme ma una classe propria, cioè una classe che non può essere considerata elemento di un'altra classe.
Più in generale, nella teoria assiomatica degli insiemi, si distingue fra insiemi e classi proprie, che sono entrambi classi ma che si differenziano per il fatto che i primi possono essere anche considerati come elementi di altre classi, mentre le classi proprie non possono essere considerate elementi di altre classi. Tuttavia né insiemi né classi proprie possono appartenere a sé stessi: i primi per l'assioma della fondatezza; le seconde perché, per definizione, non possono appartenere ad alcunché e quindi nemmeno a sé stesse.
Poiché nessun insieme può appartenere a sé stesso, e poiché oltre agli insiemi esistono altri tipi di classi, dette classi proprie, l'insieme universo (definito come sopra) non esiste, mentre si può accettare il concetto di una classe universale, che contenga elementi, insiemi e classi proprie e che sia, a sua volta, una classe propria.

## Ulteriori sviluppi
Nelle teorie che postulano l'esistenza di classi proprie l'affermazione {\displaystyle U\in U} non è vera perché, come abbiamo visto, le classi proprie non possono essere considerate come elementi.

Esistono teorie considerate coerenti (se la teoria degli insiemi comunemente adottata è coerente) in cui l'insieme universale U esiste (e {\displaystyle U\in U} è vera). In queste teorie l'assioma di specificazione di Zermelo in generale non regge, e l'assioma di comprensione della teoria ingenua degli insiemi viene limitato in un differente modo. Esempi di tali teorie sono le varie versioni della Nuova fondazione di cui è nota la coerenza e sistemi di teorie positive degli insiemi.